# Ubayde Zākāni
Nizām od-Dīn ʿObayd Zākāni (in persiano نظم الدین عبید زاکانی‎; ... circa – 1370) è stato un poeta persiano.
È tra i principali poeti satirici persiani, ammirato per lo stile puro ed elegante. Visse a Qazvin, dove lavorò in ambito giudiziario, e a Shiraz; inoltre visitò Baghdad. Morì in povertà intorno al 1371.

## Opere
Le sue opere sono conosciute soprattutto per la satira politica e i versi che sovente appaiono come decisamente osceni.
A causa dei termini espliciti utilizzati e delle tematiche omosessuali presenti nei suoi versi i suoi testi sono stati spesso oggetto di censura. Tra gli altri si ricordano soprattutto gli scritti Resāleh-ye Delgosha, Akhlāq al-Ashrāf (Etica dell'aristocrazia) e la satira politica Masnavi mush-o gorbeh (Il topo e il gatto)  scritta in forma di favola umoristica. Il manoscritto intitolato Kulliyyāt, conservato in Tagikistan, nel 2003 è stato incluso dall'UNESCO nella Memoria del mondo insieme alle Ghazāliyyāt (Raccolta di ghazal) del grande poeta Ḥāfeẓ Shirāzi.